# Schindellegi
Schindellegi är en ort i kommunen Feusisberg i kantonen Schwyz, Schweiz. Speditionsföretaget Kuehne + Nagel har sitt huvudkontor här.